# Bonaventure Djonkep
Bonaventure Djonkep (ur. 20 sierpnia 1961 w Bafang) – piłkarz, grał na pozycji napastnika.

## Życiorys
Ma za sobą udział w Mistrzostwach Świata w 1990 roku, gdzie zagrał jeden mecz, z Kolumbią, wygrany 2:1 po dogrywce. W 69 minucie meczu zmienił go Cyrille Makanaky. Przez całą swoją karierę występował w kameruńskich Unisport Bafang i Unionie Douala. Brał udział w meczach kwalifikacyjnych do Pucharu Narodów Afryki w 1987 i 1989, a także w PNA 1988. Ma za sobą występy podczas Igrzysk Afrykańskich w 1987, które odbywały się w Kenii. Djonkep zagrał we wszystkich meczach, a Kamerun przegrał batalię o trzecie miejsce z Egiptem w rzutach karnych.
Po zakończeniu kariery został trenerem. Doszedł z Cotonsportem Garoua do 1/4 Pucharu CAF, a w 2003 musiał pożegnać się ze swoim stanowiskiem. Był trenerem Unionu Douala. 3 grudnia 2006 wygrał z Unionem Puchar Kamerunu. Pokonał w finale Fovu Baham (również był ich trenerem) 1:0, a decydującą bramkę strzelił Samuel Inogue w 70 minucie. Pracował również w Unionie Duala i New Star Duala.